# Freewill
Freewill är en låt av Rush. Låten släpptes som singel och återfinns på albumet Permanent Waves, utgivet 1980. Låtens musik komponerades av basisten/sångaren Geddy Lee och gitarristen Alex Lifeson, medan texten skrevs av trummisen Neil Peart.   
Rush spelade låten live fram till den 2 juli 2011. Totalt spelade de "Freewill" 831 gånger.